# آنا رادویچ (بازیکن هندبال)
آنا رادویچ (انگلیسی: Ana Radović؛ زادهٔ ۲۱ اوت ۱۹۸۶) بازیکن هندبال اهل مونته‌نگرو است.